# Diaphaenidea
Diaphaenidea là một chi bọ cánh cứng trong họ Chrysomelidae.
Chi này được Laboissiere miêu tả khoa học năm 1933.

## Các loài
Các loài trong chi này gồm:
- Diaphaenidea acrosa Laboissiere, 1933
- Diaphaenidea albidicornis (Weise, 1922)
- Diaphaenidea apicalis (Wiedemann, 1823)
- Diaphaenidea apicipennis (Baly, 1888)
- Diaphaenidea balyi (Jacoby, 1896)
- Diaphaenidea basalis (Jacoby, 1894)
- Diaphaenidea capitata (Jacoby, 1886)
- Diaphaenidea cavifrons (Duvivier, 1885)
- Diaphaenidea cornuta Laboissiere, 1933
- Diaphaenidea costata (Jacoby, 1894)
- Diaphaenidea dichora (Weise, 1922)
- Diaphaenidea discoidea (Weise, 1913)
- Diaphaenidea facialis (Baly, 1888)
- Diaphaenidea filicornis (Weise, 1914)
- Diaphaenidea flavilabris (Jacoby, 1896)
- Diaphaenidea fulvipes Laboissiere, 1940
- Diaphaenidea granulata (Jacoby, 1894)
- Diaphaenidea lateralis (Jacoby, 1894)
- Diaphaenidea longicornis (Jacoby, 1894)
- Diaphaenidea melanocephala (Jacoby, 1889)
- Diaphaenidea monstrosa (Jacoby, 1896)
- Diaphaenidea nigripennis Laboissiere, 1940
- Diaphaenidea nigrobasalis (Jacoby, 1904)
- Diaphaenidea ocellata (Baly, 1888)
- Diaphaenidea pallipes (Jacoby, 1899)
- Diaphaenidea parvula (Jacoby, 1886)
- Diaphaenidea porrecta (Baly, 1865)
- Diaphaenidea quadriplagiata (Weise, 1910)
- Diaphaenidea sarvesha (Maulik, 1936)
- Diaphaenidea scalaris (Weise, 1922)
- Diaphaenidea semilimbata (Jacoby, 1894)
- Diaphaenidea semperi (Jacoby, 1894)
- Diaphaenidea signifera (Weise, 1918)
- Diaphaenidea signifera (Weise, 1918)
- Diaphaenidea subaenea (Jacoby, 1892)
- Diaphaenidea subcostata (Laboissiere, 1940)
- Diaphaenidea sumatrana (Jacoby, 1878)
- Diaphaenidea trilineata (Weise, 1922)
- Diaphaenidea tripunctata (Jacoby, 1894)
- Diaphaenidea unicolor (Jacoby, 1886)
- Diaphaenidea variabilis (Jacoby, 1894)
- Diaphaenidea violacea (Jacoby, 1892)
- Diaphaenidea viridipennis Laboissiere, 1940